# امبل، نورث‌آمبرلند
latitudeامبل، نورث‌آمبرلندlongitudeامبل، نورث‌آمبرلند
امبل، نورث‌آمبرلند (به انگلیسی: Amble) یک شهرک در بریتانیا است که در انگلستان واقع شده‌است.

## نگارخانه

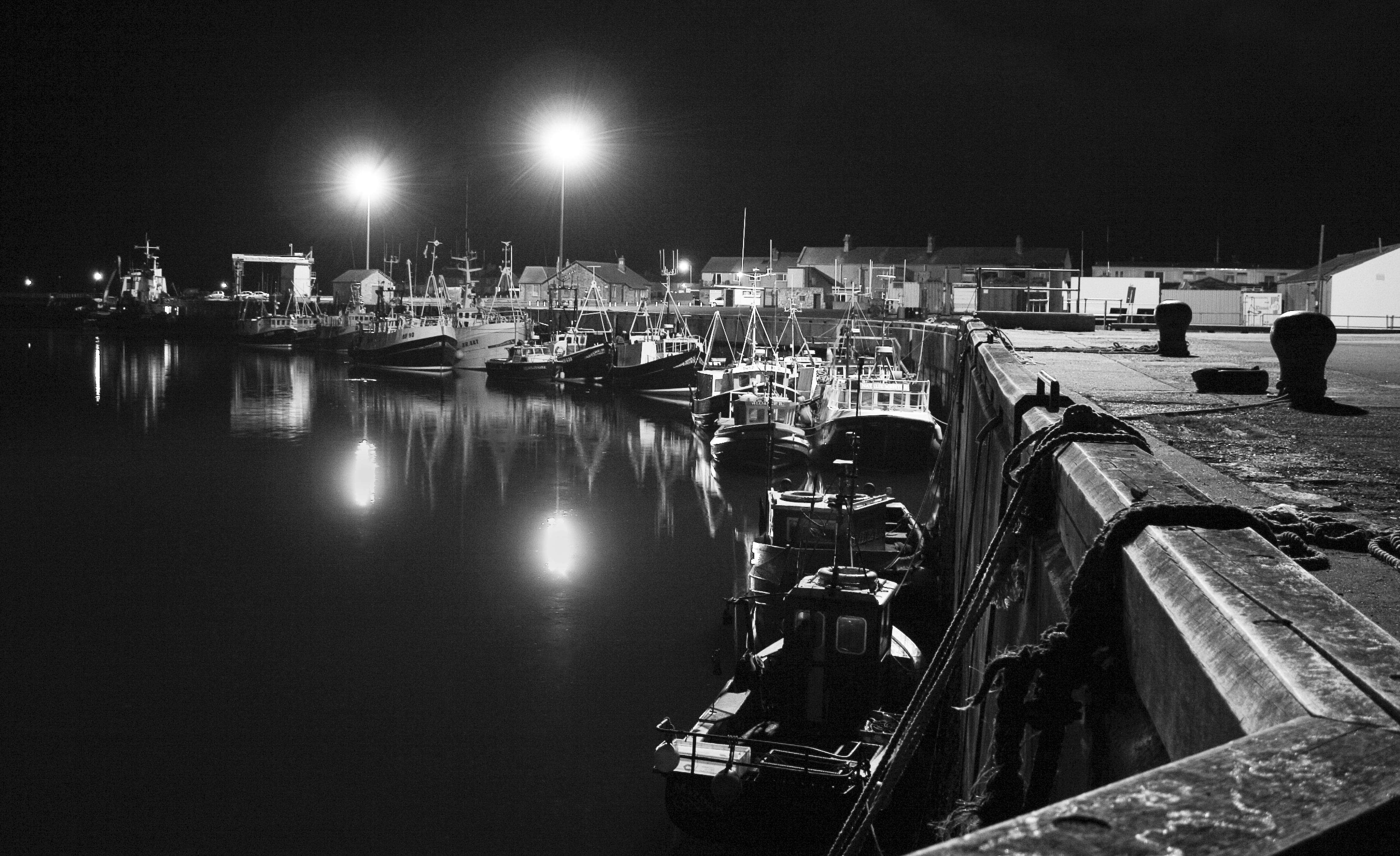
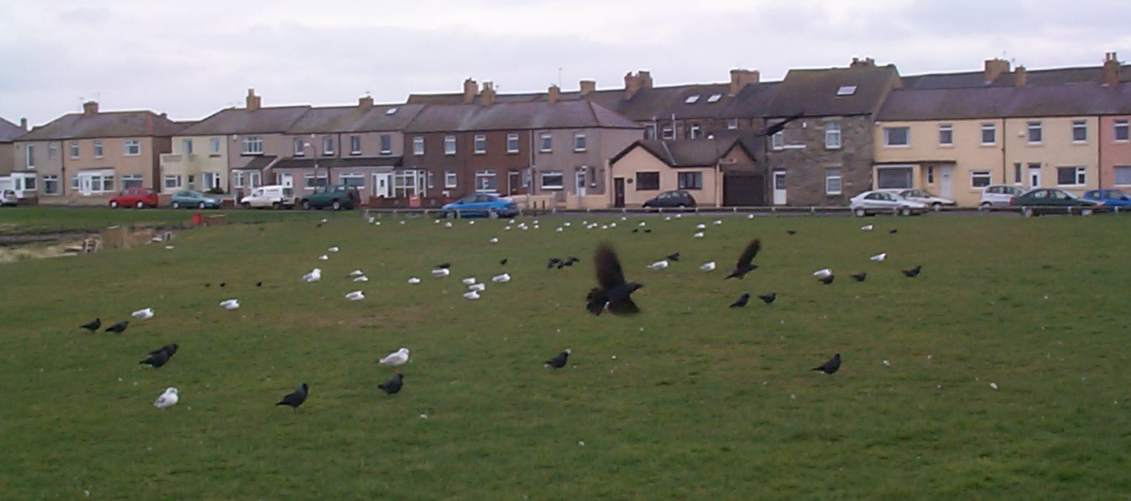
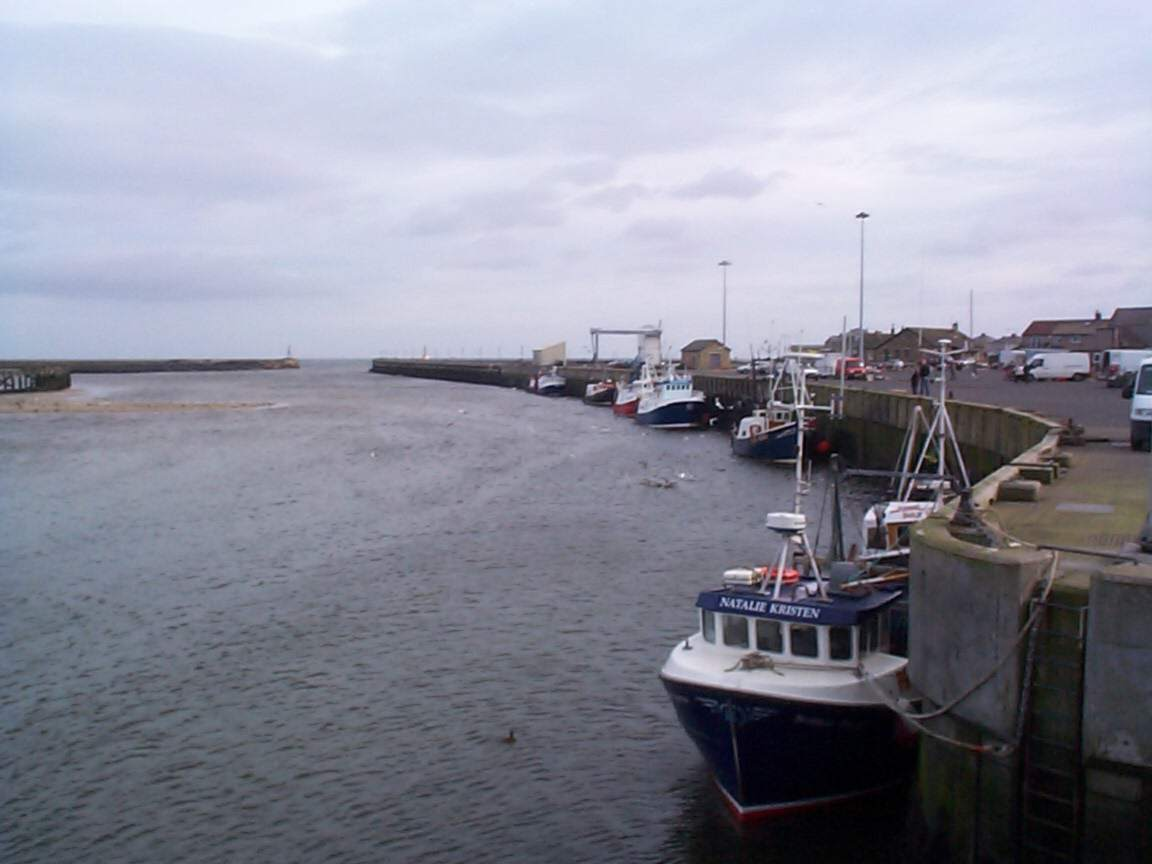
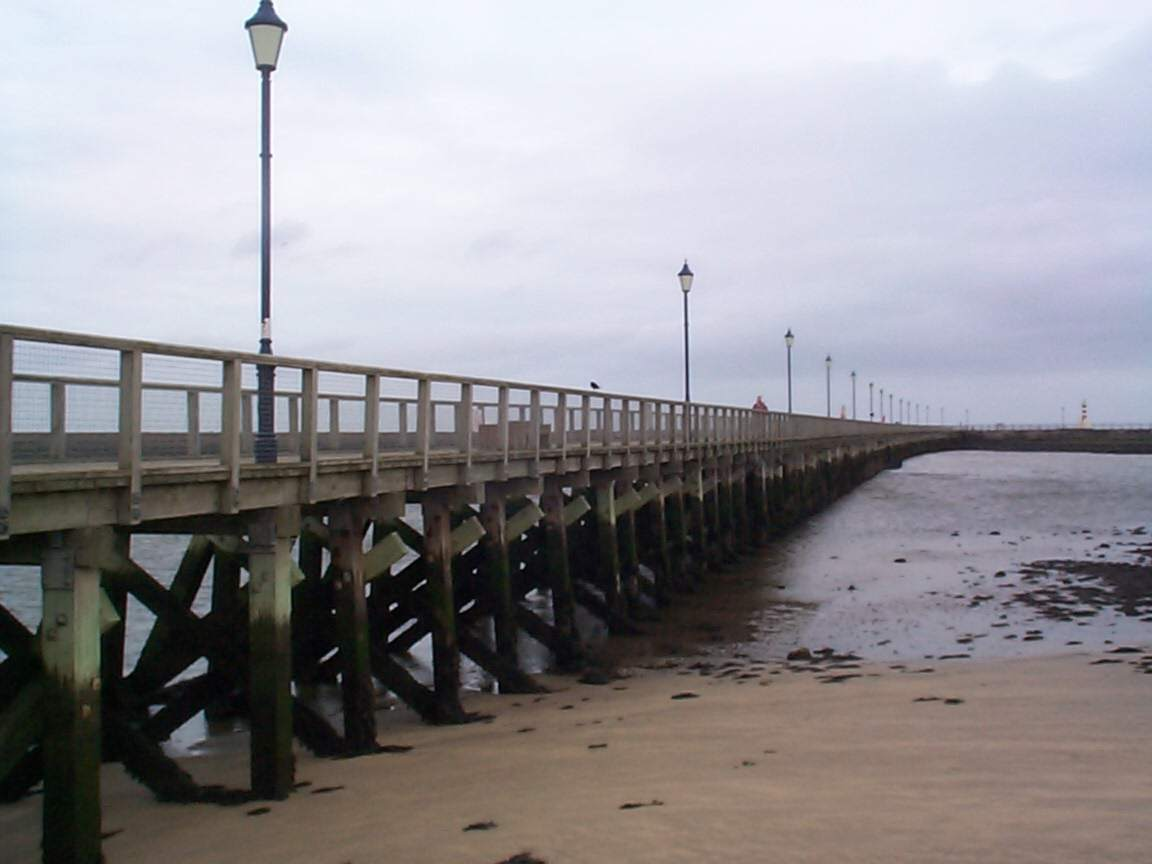
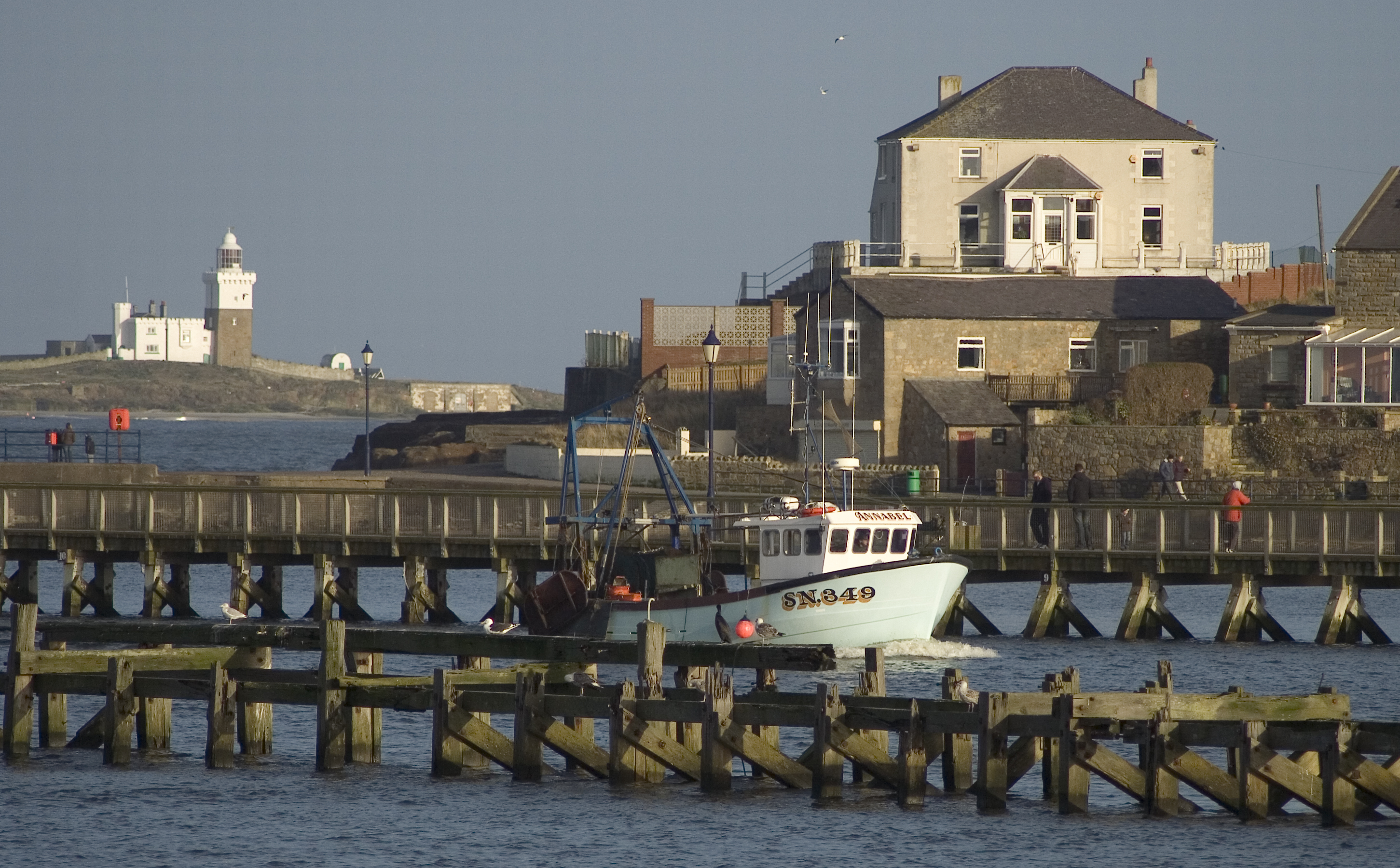
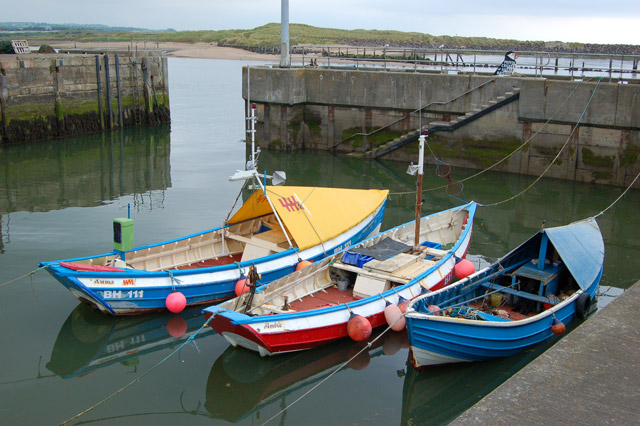
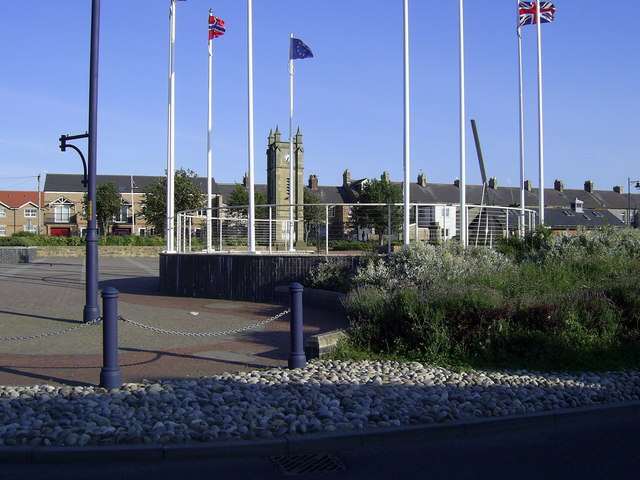
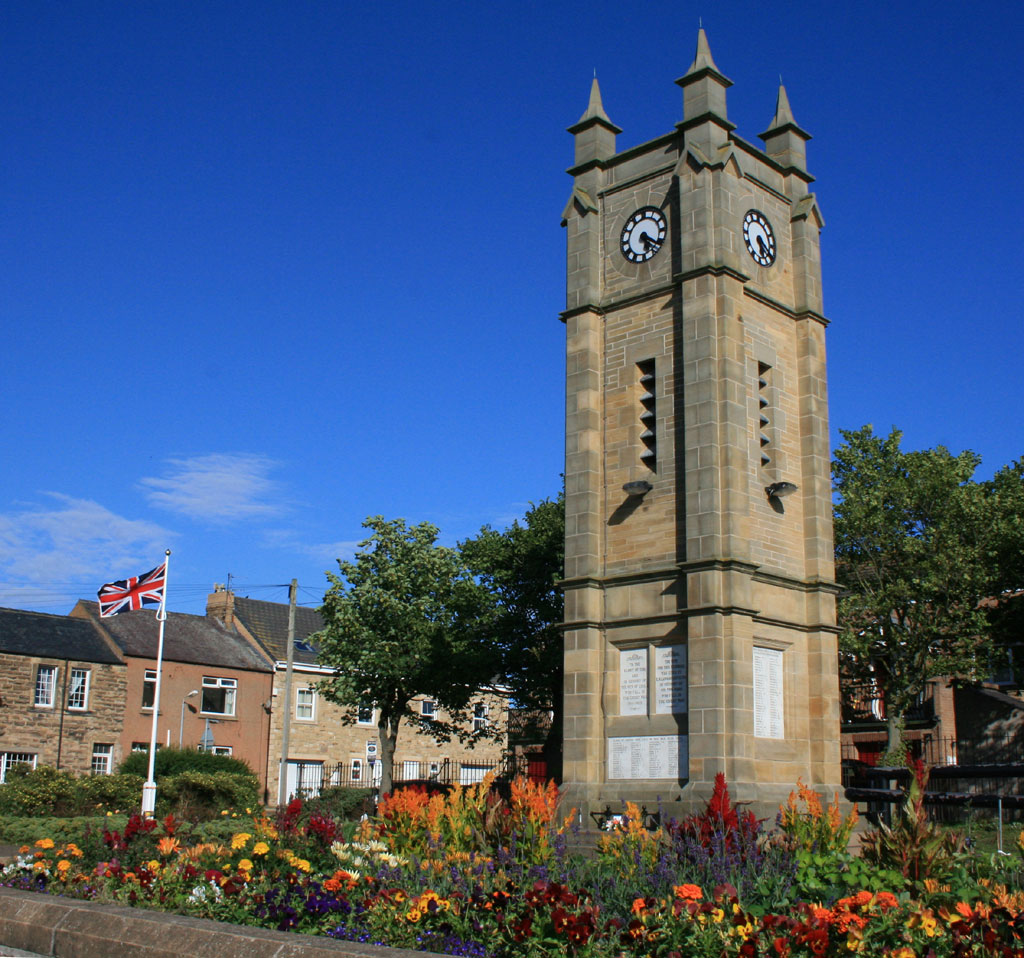

## خصوصیات
امبل ۶٬۰۴۴ نفر جمعیت دارد.